# Hilimbosi
Hilimbosi is een bestuurslaag in het regentschap Nias Utara van de provincie Noord-Sumatra, Indonesië. Hilimbosi telt 2727 inwoners (volkstelling 2010).